# Daniella Ribeiro

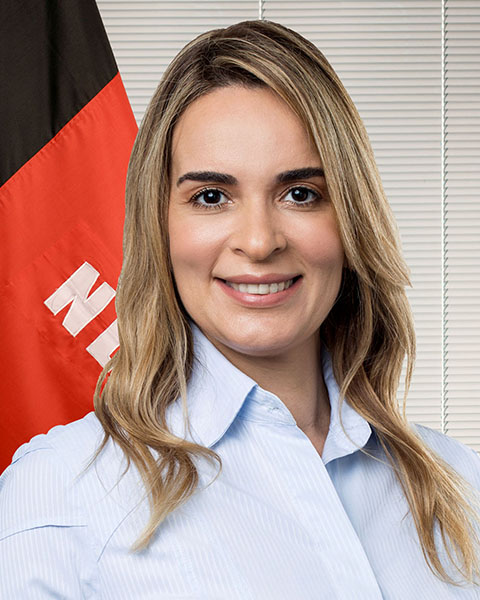
Daniella Ribeiro, 2019

Daniella Velloso Borges Ribeiro (* 26. März 1972 in Campina Grande) ist eine brasilianische Politikerin, die der Partei Progressistas (PP) angehört. Sie ist seit 2019 Senatorin für den Bundesstaat Paraíba.

## Leben
Ribeiro ist die Tochter des ehemaligen Bundesabgeordneten Enivaldo Ribeiro, verwickelt in den „Blutegel- oder Krankenwagenskandal“, und der Unternehmerin und ehemaligen Kommunalpolitikerin Virgínia Velloso Borges. Ihr Bruder ist der Bundesabgeordnete und ehemalige Städteminister Aguinaldo Ribeiro. Ihr 1989 geborener Sohn Lucas Ribeiro ist Stadtrat von Campina Grande.
Sie studierte Pädagogik an der Universidade Federal da Paraíba (UFPB) in João Pessoa, dem sich ein Postgraduiertenstudium in Internationalen Beziehungen an der Universidade de Brasília (UNB) anschloss.

## Politische Laufbahn
Ribeiro war in die Partei Partido Progressista eingetreten, die sich seit 2017 Progressistas (PP) nennt. Bei der Kommunalwahl in Brasilien 2004 kandidierte sie erfolglos für das Amt als Stellvertretende Bürgermeisterin ihrer Heimatstadt. Erste Erfolge erzielte sie bei der Kommunalwahl in Brasilien 2008, als sie mit 6838 Stimmen zur Stadträtin (vereadora) von Campina Grande gewählt wurde. Sie wechselte von der Kommunal- in die Landespolitik von Paraíba, als sie bei der Wahl in Brasilien 2010 zur Abgeordneten mit 29.863 der gültigen Stimmen in die 17. Legislaturperiode der Legislativversammlung von Paraíba (Assembleia Legislativa da Paraíba) gewählt wurde. Hier war sie Vorsitzende der Verfassungs- und Rechtskommission. Zwischenzeitlich verlor sie 2012 eine Kandidatur als Bürgermeisterin von Campina Grande.
2017 präsidierte sie der paraibanischen Parlamentskommission zur Verteidigung der Rechte der Frauen.
Bei den Wahlen in Brasilien 2018 bewarb sie sich um einen der beiden freien Senatsposten und wurde mit 831.701 oder 24,25 % der gültigen Stimmen zur ersten Senatorin für den Bundesstaat Paraíba in den Bundessenat des Nationalkongresses gewählt. Sie vertritt hier die Interessen von über vier Millionen Brasilianern des Nordostens. Ihre Amtszeit als Senatorin dauert acht Jahre von 2019 bis 2027 und beginnt mit der 56. Legislaturperiode.